# JR貨物EF210型電力機車
EF210型電力機車，是供日本貨物鐵道(JR貨物)使用的交流傳動六軸電力機車，適用於直流電化區段，這款機車的暱稱為「ECO-POWER 桃太郎」。

## 概要
這款機車由川崎重工業及三菱電機負責製造，用作取代車齡漸高的EF65型電力機車，首台試製車（EF210-901）於1996年3月由川崎廠房下線，1998年開始量產，編號由1開始。全數早期版本的EF210均使用雙臂PS22D型集電弓，牽引逆變器使用GTO元件。
至2000年推出改良版本，編號由101開始。新車的牽引變流裝置使用IGBT模塊。另外自109號及其後出廠的新車均改用了單臂FPS-4型集電弓。
截至2025年6月，共製造了168輛EF210型電力機車，包括901號試製車、與量產車基本番台18輛(1-18號)及100番台73輛(101-173號)、300番台76輛(301-376號)。